# Irigénine
L'irigénine  est une isoflavone O-méthylée, un type de flavonoïde. Elle peut notamment être isolée des rhizomes de l'iris domestica (Belamcanda chinensis).

## Hétérosides
L'iridine est le 7-glucoside de l'irigénine.